# Ровни
Ровни је насељено место града Ваљева у Колубарском округу. Према попису из 2022. било је 94 становника.
Овде се налази вештачко језеро.

## Демографија
У насељу Ровни живи 138 пунолетних становника, а просечна старост становништва износи 44,3 година (44,0 код мушкараца и 44,6 код жена). У насељу има 51 домаћинство, а просечан број чланова по домаћинству је 3,31.
Ово насеље је великим делом насељено Србима (према попису из 2002. године), а у последња три пописа, примећен је пад у броју становника.
|  |

| Демографија | Демографија | Демографија |
| Година      | Становника  | Становника  |
| ----------- | ----------- | ----------- |
| 1948.       | 373         |             |
| 1953.       | 348         |             |
| 1961.       | 313         |             |
| 1971.       | 290         |             |
| 1981.       | 275         |             |
| 1991.       | 187         | 187         |
| 2002.       | 169         | 169         |

| Етнички састав према попису из 2002.‍ | Етнички састав према попису из 2002.‍ | Етнички састав према попису из 2002.‍ | Етнички састав према попису из 2002.‍ | Етнички састав према попису из 2002.‍ |
| ------------------------------------ | ------------------------------------ | ------------------------------------ | ------------------------------------ | ------------------------------------ |
|                                      |                                      |                                      |                                      |                                      |
| Срби                                 | Срби                                 |                                      | 167                                  | 98,81%                               |
| непознато                            | непознато                            |                                      | 1                                    | 0,59%                                |

| Година пописа     | 1948. | 1953. | 1961. | 1971. | 1981. | 1991. | 2002. |
| ----------------- | ----- | ----- | ----- | ----- | ----- | ----- | ----- |
| Број домаћинстава | 70    | 69    | 66    | 65    | 74    | 54    | 51    |

| Број чланова      | 1 | 2  | 3 | 4 | 5 | 6 | 7 | 8 | 9 | 10 и више | Просек |
| ----------------- | - | -- | - | - | - | - | - | - | - | --------- | ------ |
| Број домаћинстава | 7 | 18 | 7 | 4 | 5 | 7 | 2 | 1 | 0 | 0         | 3,31   |

| Пол    | Укупно | Неожењен/Неудата | Ожењен/Удата | Удовац/Удовица | Разведен/Разведена | Непознато |
| ------ | ------ | ---------------- | ------------ | -------------- | ------------------ | --------- |
| Мушки  | 74     | 17               | 52           | 4              | 1                  | 0         |
| Женски | 70     | 5                | 50           | 14             | 1                  | 0         |
| УКУПНО | 144    | 22               | 102          | 18             | 2                  | 0         |

| Пол    | Укупно                    | Пољопривреда, лов и шумарство | Рибарство                            | Вађење руде и камена | Прерађивачка индустрија       |
| ------ | ------------------------- | ----------------------------- | ------------------------------------ | -------------------- | ----------------------------- |
| Мушки  | 54                        | 32                            | 0                                    | 1                    | 7                             |
| Женски | 30                        | 21                            | 0                                    | 0                    | 2                             |
| УКУПНО | 84                        | 53                            | 0                                    | 1                    | 9                             |
| Пол    | Производња и снабдевање   | Грађевинарство                | Трговина                             | Хотели и ресторани   | Саобраћај, складиштење и везе |
| Мушки  | 0                         | 2                             | 2                                    | 2                    | 2                             |
| Женски | 0                         | 0                             | 4                                    | 1                    | 0                             |
| УКУПНО | 0                         | 2                             | 6                                    | 3                    | 2                             |
| Пол    | Финансијско посредовање   | Некретнине                    | Државна управа и одбрана             | Образовање           | Здравствени и социјални рад   |
| Мушки  | 0                         | 1                             | 0                                    | 0                    | 2                             |
| Женски | 0                         | 1                             | 0                                    | 0                    | 0                             |
| УКУПНО | 0                         | 2                             | 0                                    | 0                    | 2                             |
| Пол    | Остале услужне активности | Приватна домаћинства          | Екстериторијалне организације и тела | Непознато            | Непознато                     |
| Мушки  | 0                         | 0                             | 0                                    | 3                    | 3                             |
| Женски | 1                         | 0                             | 0                                    | 0                    | 0                             |
| УКУПНО | 1                         | 0                             | 0                                    | 3                    | 3                             |

## Галерија
- Ровни - панорама
- Ровни - панорама
- Ровни - панорама
- Ровни - панорама
- Ровни - панорама
- Ровни - панорама
- Ровни - панорама